# بيير كيج
بيير كيج هو كاتب أغاني ومغني كندي، ولد في 2 يناير 1977 في مونتريال في كندا.

## وصلات خارجية
- بيير كيج على موقع ميوزك برينز (الإنجليزية)
- بيير كيج على موقع ديسكوغز (الإنجليزية)